# Tabernaemontana markgrafiana
Tabernaemontana markgrafiana är en oleanderväxtart som beskrevs av Macbride. Tabernaemontana markgrafiana ingår i släktet Tabernaemontana och familjen oleanderväxter. Inga underarter finns listade i Catalogue of Life.